# Adi Nes
Adi Nes por Ziv Koren
Adi Nes (em hebraico: עדי נס; Qiryat Gat, 1966) é um fotógrafo israelense. Ele já realizou exposições individuais no Wexner Center for the Arts, em Columbus, Ohio, e no museu de arte Legião de Honra, em São Francisco.

## Vida e carreira
Adi Nes nasceu em Qiryat Gat. Seus pais são imigrantes judeus do Irã. Ele é assumidamente gay. Nes estudou fotografia na Academia de Artes e Design Bezalel, em Jerusalém, de 1989 a 1992.
A série “Soldados”, de Nes, mistura masculinidade e sexualidade homoerótica, retratando soldados israelenses de uma forma frágil.
“The Last Supper” (A Última Ceia) de Nes lembra A Última Ceia de Leonardo da Vinci, substituindo os personagens por jovens soldados israelenses. Uma cópia foi vendida em leilão na Sotheby's por 102 mil dólares em 2005, e outra por 264 mil dólares em 2007.
Os primeiros trabalhos de Nes foram caracterizados como subversivos ao estereótipo do homem israelense masculino, usando homoerotismo e figuras adormecidas e vulneráveis. Ele usa regularmente modelos israelenses de pele escura. As poses dos modelos muitas vezes evocam o período barroco. Nes disse que a inspiração para sua fotografia é parcialmente autobiográfica:
Minhas fotografias encenadas são superdimensionadas e muitas vezes lembram cenas conhecidas da história da arte e da civilização ocidental, combinadas com experiências pessoais baseadas na minha vida como um jovem gay crescendo em uma pequena cidade na periferia da sociedade israelense.— Adi Nes
Nes vive e trabalha em uma pequena cidade ao norte de Tel Aviv, ele e seu parceiro têm quatro filhos de barriga de aluguel. Seu trabalho é atualmente vendido pela Galeria Jack Shainman em Nova Iorque e pela Praz-Delavallade em Paris e Los Angeles. Em janeiro de 2007, ele estreou uma nova série que ecoa histórias bíblicas.

## Exposições individuais
- Entre a Promessa e a Possibilidade: as Fotografias de Adi Nes, Museu Legião de Honra, San Francisco, 2004[2]
- Histórias Bíblicas, Wexner Center for the Arts, Columbus, Ohio, 2008[1]

## Prêmios e distinções
- 1993: Prêmio do Conselho do Ministério da Educação pela Conclusão do Trabalho, Ministério da Cultura e Educação
- 1999: Prêmio do Ministro da Educação, Cultura e Esporte, Ministério da Educação, Cultura e Esporte
- 2000: Fundação Nathan Gottesdiener, Prêmio de Arte Israelense, Museu de Arte de Tel Aviv, Tel Aviv
- 2003: Prêmio Constantiner de Fotografia para Artista Israelense, Museu de Arte de Tel Aviv
- 2005: Escolhido como artista de destaque pela Fundação de Excelência Cultural de Israel.
- 2013: Prêmio do Ministro da Cultura e Esporte para Artistas nas Artes Visuais[14]

## Galeria

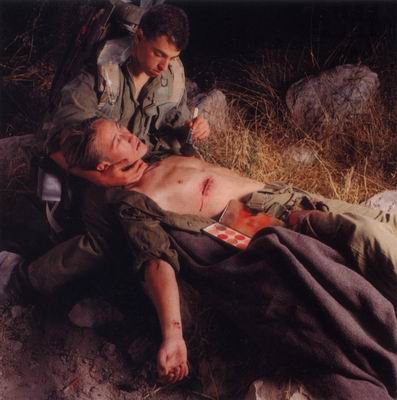
Sem título, da série “Soldados”, 1995.
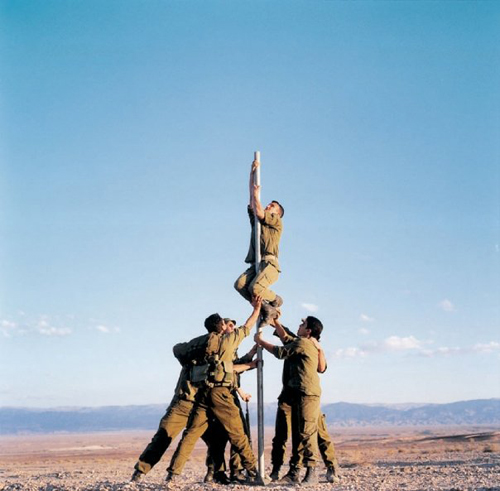
Sem título, da série “Soldados”, 1998.
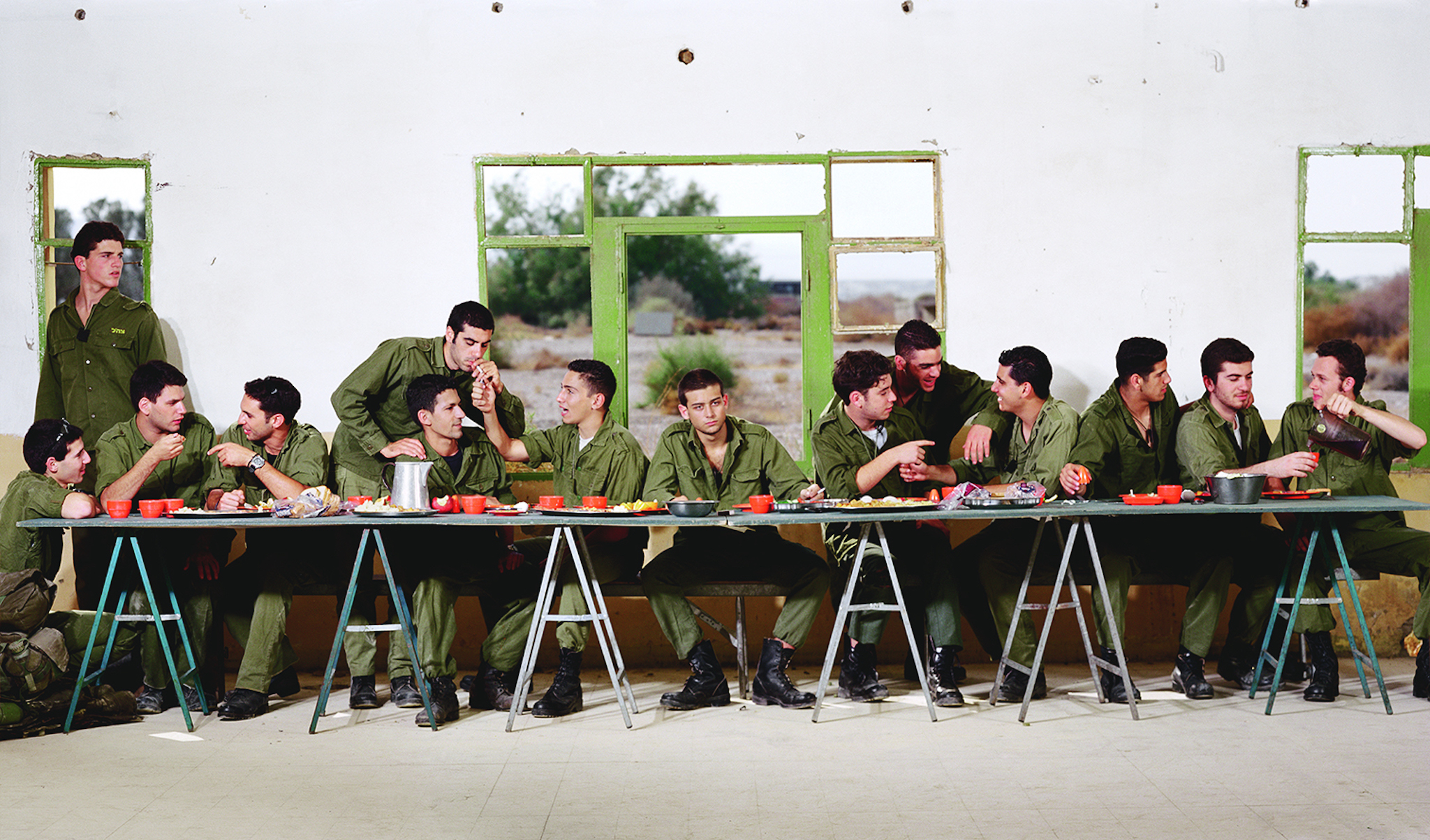
Sem título (A Última Ceia), da série “Soldados”, 1999.
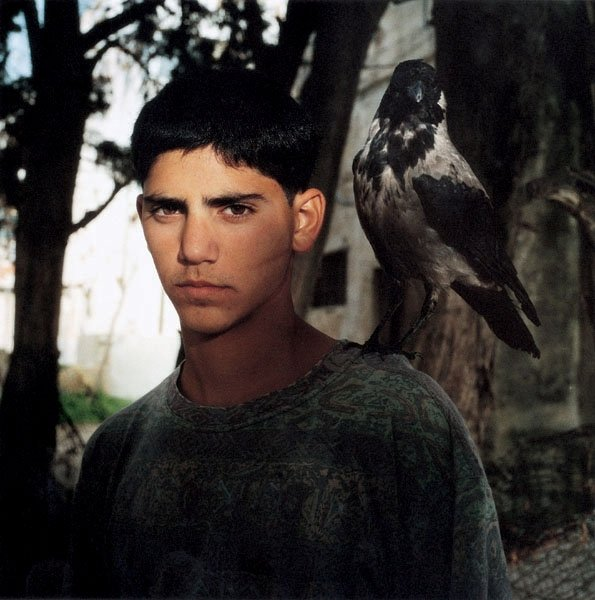
Sem título, da série “Meninos”, 2000.
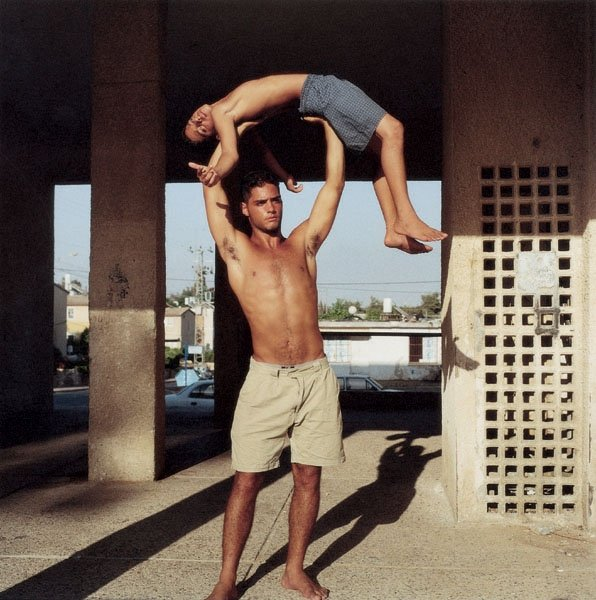
Sem título, da série “Meninos”, 2000.
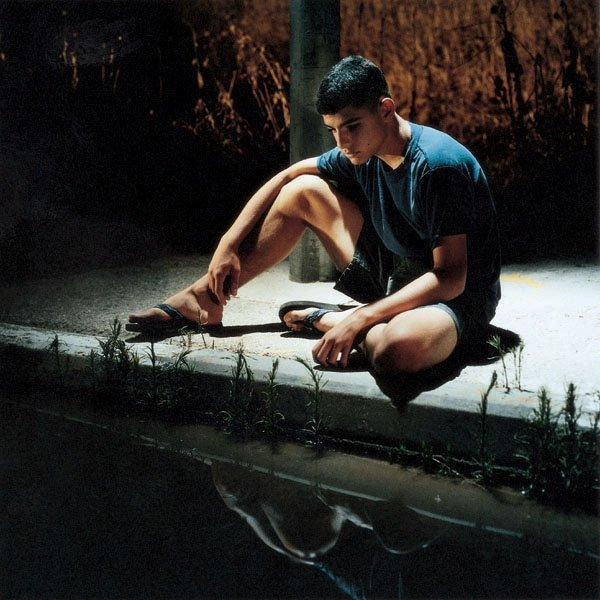
Sem título (Narciso), da série “Meninos”, 2000.
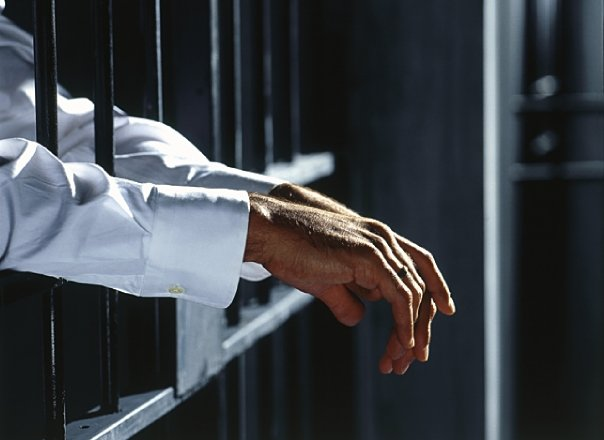
Sem título, da série “Prisoneiros”, 2003.
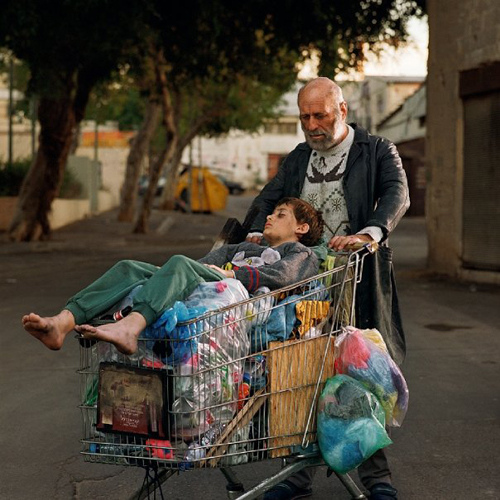
Sem título (Abraão e Isaque), da série “Histórias bíblicas”, 2004.
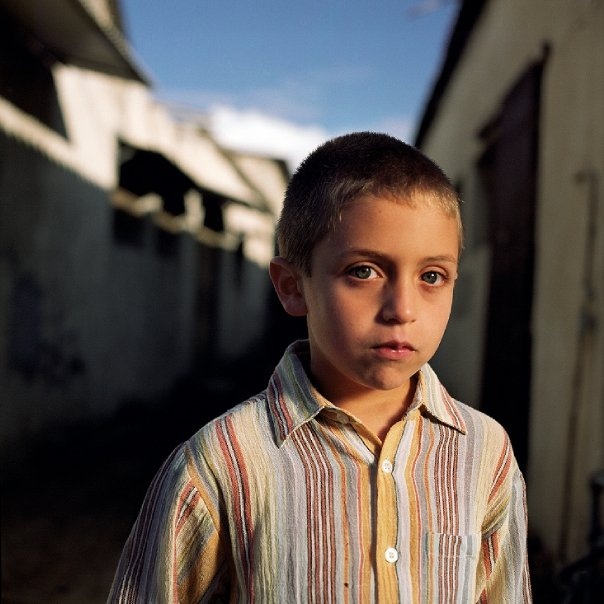
Sem título (José), da série “Histórias bíblicas”, 2004.